# Friðrik Erlingsson
Friðrik Erlingsson (Reikiavik, Islandia, 4 de marzo de 1962) es un músico, diseñador y escritor.
Friðrik empezó su carrera artística cuando el 8 de marzo de 1981, nace oficialmente Purrkur Pillnikk, un grupo de punk vanguardista liderado por Einar Örn Benediktsson junto a Ásgeir Ragnar Bragason, Bragi Ólafsson, y Friðrik en guitarra. Durante su permanencia, Purrkur logró gran prestigio a través de presentaciones en Islandia y el resto de Europa.
El primer lanzamiento fue Tilf, en abril de 1981. Este álbum también dio el bautismo oficial de la discográfica Gramm Rrecords, administrada por el mismo Einar junto a su amigo Ásmundur Jónsson. A Tilf le siguió Ekki Enn en agosto del mismo año, y en 1982 lanzaron dos álbumes más: Googooplex en febrero, No Time to Think en septiembre, y en 1983 salió Maskínan. Este último está integrado por canciones correspondientes a las presentaciones entre la fecha de inicio y la terminación oficial del grupo, el 28 de agosto de 1982. Todos los discos fueron editados a través de Gramm Records.
En 1983, abandonando la música se graduó de la Escuela de Artes y Manualidades de Islandia, y desde entonces ha trabajado como creativo en una agencia de publicidad.

En 1986 retorna a la música como guitarrista del grupo Sykurmolarnir que posteriormente pasó a llamarse The Sugarcubes. El grupo estaba integrado por la cantante Björk Guðmundsdóttir, el trompetista y cantante Einar Örn Benediktsson, el baterista Sigtryggur Baldursson de Þeyr, Þór Eldon Jónsson como guitarrista, y el bajista Bragi Ólafsson.
Con ellos, lanzó el sencillo Einn Mol'á Mann, el mismo año de formación del grupo que sirvió para captar la atención de la crítica británica. Después del sencillo, Erlingsson deja el grupo.
También ha escrito y traducido muchas canciones, guiones para televisión y cine, además de biografías y trabajos de ficción para gente de todas las edades. Su novela Benjamín Dúfa (Benjamín Paloma) sobre la vida de un grupo de jóvenes residentes de Reikiavik hacia la última mitad del siglo veinte fue publicada con gran expectativa en 1992. El libro recibió varios premios y fue traducido a 5 idiomas y también se realizó una película, cuya recepción fue buena, tanto en Islandia como en el exterior.
El trabajo más reciente de Friðrik fue como guionista del film animado Litla Lirfan Ljóta (La Oruga Perdida) que se estrenó en Reikiavik en agosto de 2002.

También en 2002 recibió el Premio Escolástico de Reikiavik por su traducción del libro de Mona Nilsson-Brattström, Tsatsiki og Mútta (Tsatsiki och Morsan).

## Discografía

### Discografía de Purrkur Pillnikk (1981-1982)
- 1981 - Tilf (Gramm)
- 1981 - Ekki Enn (Gramm)
- 1982 - Googooplex (Gramm)
- 1982 - No Time to Think (Gramm)
- 1983 - Maskínan (Gramm)

Apariciones y colaboraciones:

- 1982 - Rokk Í Reykjavík (Smekkleysa), concierto.

Otros lanzamientos:

- 2001 - Í Augun Utí (Smekkleysa)

### Discografía conThe Sugarcubes
Single:

- 1986 - Einn Mol'á Mann (Smekkleysa), bajo el nombre Sykurmolarnir).